# Węgorzewo Koszalińskie
Węgorzewo Koszalińskie [vɛnɡɔˈʐɛvɔ kɔʂaˈliɲskʲɛ] (trước đây là Vangerow của Đức) là một ngôi làng thuộc khu hành chính của Gmina Sianów, thuộc huyện Koszalin, Zachodniopomorskie, ở phía tây bắc Ba Lan. Nó nằm khoảng 6 kilômét (4 mi)  phía đông nam Sianów, 12 km (7 mi) phía đông Koszalin và 146 km (91 mi) về phía đông bắc của thủ đô khu vực Szczecin.
Trước năm 1945, khu vực này là một phần của Đức. Đối với lịch sử của khu vực, xem Lịch sử của Pomerania.
Ngôi làng có dân số 299.